# Speoplatyrhinus poulsoni
Genre
Espèce
Statut de conservation UICN

 CR B1ab(iii)+2ab(iii) : 
En danger critique
Speoplatyrhinus poulsoni est un poisson aveugle, car sans yeux, de la famille des Amblyopsidae. C'est la seule espèce vivante du genre Speoplatyrhinus. Il vit uniquement dans quelques grottes des États-Unis en Alabama. Son nom américain en:Alabama cavefish est traduisible par Poisson cavernicole d'Alabama.

## Bases de données

### GenreSpeoplatyrhinus
- (en) Catalogue of Life : Speoplatyrhinus (consulté le 8 avril 2023)
- (en) FishBase : liste des espèces du genre Speoplatyrhinus (site miroir)
- (fr + en) ITIS : Speoplatyrhinus  Cooper & Kuehne, 1974
- (en) WoRMS : Speoplatyrhinus (+ liste espèces)
- (en) Animal Diversity Web : Speoplatyrhinus
- (en) UICN : taxon  Speoplatyrhinus  (consulté le 7 janvier 2023)

### EspèceSpeoplatyrhinus poulsoni
- (en) Catalogue of Life : Speoplatyrhinus poulsoni Cooper & Kuehne, 1974 (consulté le 18 décembre 2020)
- (en + fr) FishBase : espèce Speoplatyrhinus poulsoni  Cooper & Kuehne, 1974 (+ traduction) (+ noms vernaculaires 1 & 2)
- (fr + en) ITIS : Speoplatyrhinus poulsoni  Cooper & Kuehne, 1974
- (en) Animal Diversity Web : Speoplatyrhinus poulsoni
- (en) UICN : espèce Speoplatyrhinus poulsoni Cooper & Kuehne 1974 (consulté le 2 juin 2015)